# Jurij Awanesow
Jurij Arkadijowycz Awanesow, ukr. Юрій Аркадійович Аванесов, ros. Юрий Аркадьевич (Арташесович) Аванесов, Jurij Arkadjewicz (Artaszesowicz) Awaniesow (ur. 16 sierpnia 1935 w Baku, Azerbejdżańska SRR, zm. 19 sierpnia 2012 w Chmielnickim, Ukraina) – ukraiński piłkarz pochodzenia azerskiego, trener piłkarski.

## Kariera piłkarska
Ukończył Azerbejdżański Państwowy Instytut Kultury Fizycznej im. Siergieja Kirowa w 1959 roku. W tym samym roku w składzie reprezentacji zespołów kultury fizycznej miasta Baku (SK KFK Baku) zdobył mistrzostwo Azerbejdżańskiej SRR w piłce nożnej. Wtedy jeden z kierowników m. Kamieniec Podolski Hrygorij Tonkoczejew zaprosił go stać na czele nowo utworzonego klubu Podilla Kamieniec Podolski Towarzystwa Sportowego (DST) „Awanhard”, którym w latach 1960–1961 zdobył Mistrzostwo i Puchar obwodu chmielnickiego.

## Kariera trenerska
Jeszcze będąc piłkarzem łączył funkcje trenerskie w reprezentacji m.Baku (grający trener) oraz w klubie Podilla Kamieniec Podolski. W 1962 został zaproszony do sztabu szkoleniowego Wołyni Łuck. W grudniu 1963 roku Prezes Chmielnickiego DST „Dynamo” Petro Korotiejew złożył ofertę pracy w sztabie trenerskim Jehena Łemeszki. W ten sposób, do 1969 nieprzerwanie pracował w Dynamo Chmielnicki. Kiedy w lipcu 1966 roku Łemeszko przeniósł się do lwowskich Karpat, pełnił do końca 1966 roku obowiązki głównego trenera Dynama. Od 1969 do 1970 roku pracował na stanowisku dyrektora sportowego Szachtara Kadijewka. W latach 1970–1971 prowadził Torpedo Łuck. Od grudnia 1971 do marca 1972 trenował Dołotnyk Drohobycz. Następnie do końca roku 1973 pełnił funkcję szefa zespołu Łokomotyw Donieck. Potem powrócił do Chmielnickiego, gdzie od listopada 1973 do lipca 1975 pracował w sztabie trenerskim Dynama Chmielnicki. Od lipca do końca 1974 prowadził chmielnicki klub. W latach 1975–1977 kierował winnickim Łokomotywem. Od początku 1978 roku pracował jako dyrektor sportowy Podilla Chmielnicki, a w lipcu przeniósł się do Szkoły Sportowej nr 1 w Chmielnickim. W 1980 roku najpierw pomagał trenować Dnipro Czerkasy, a w maju objął stanowisko dyrektora sportowego. W 1982 przeniósł się na identyczne stanowisko do Prykarpattia Iwano-Frankiwsk, a w rundzie drugiej sezonu 1983 roku kierował zespołem. Następnie pracował jako trener w Szkole Sportowej Prykarpattia Iwano-Frankiwsk. W 1985 roku wrócił do Chmielnickiego, gdzie został dyrektorem Szkoły Sportowej Podilla Chmielnicki, w której pracował z przerwami aż do 1997 roku. W 1992 (od lipca) i w 1994 (do lipca) prowadził po raz kolejny klub z Chmielnickiego, który nazywał się Nord-AM-Podilla. W latach 2000. pracował jako główny specjalista w Chmielnickim Obwodowym Związku Piłki Nożnej.
19 sierpnia 2012 zmarł w Chmielnickim w wieku 77 lat. Został pochowany na cmentarzu we wsi Szaróweczka.

## Sukcesy i odznaczenia

### Sukcesy piłkarskie
reprezentacja m.Baku
- mistrz Azerbejdżańskiej SRR: 1959

### Sukcesy trenerskie
Dynamo Chmielnicki
- wicemistrz Ukraińskiej SRR: 1966

Podilla Chmielnicki
- mistrz Drugiej ligi Ukrainy: 1998

### Odznaczenia
- tytuł Zasłużonego Trenera Ukrainy: 1996